# Nesonotus
Nesonotus is een geslacht van rechtvleugeligen uit de familie sabelsprinkhanen (Tettigoniidae). De wetenschappelijke naam van dit geslacht is voor het eerst geldig gepubliceerd in 1960 door Beier.

## Soorten
Het geslacht Nesonotus omvat de volgende soorten:
- Nesonotus denticulatus Brunner von Wattenwyl, 1895
- Nesonotus longelaminatus Brunner von Wattenwyl, 1895
- Nesonotus reticulatus Fabricius, 1793
- Nesonotus salomonoides Brunner von Wattenwyl, 1895
- Nesonotus superbus Redtenbacher, 1892
- Nesonotus tricornis Thunberg, 1815